# Plateau jezici
Plateau jezici (privatni kod: plat), grana benue-kongoanskih jezika koja obuhvaća (55) jezika iz Nigerije: 
a. Alumijski (1): Alumu-Tesu [aab]
b. Ayu (1): Ayu [ayu]
c. Beromijski (3): Berom [bom], Eten [etx], Shall-Zwall [sha]
d. Centralni (11)
d1. Izerijski (1): Firan [fir] (Nigerija);
d2. Sjeverni-Centralni (1): cara [cfd] (Nigeria)
d3. Južni-Centralni (6): cen [cen], ganang [gne], Irigwe [iri], Izere [izr], Jju [kaj], Tyap [kcg]
d4. Zapadni-Centralni (3): Ndun [nfd]; povučeni iz upotrebe: Nyeng [nfg], Shakara [nfk]
e. Sjeverni (6): Doka [dbi], Idon [idc], Iku-Gora-Ankwa [ikv], Ikulu [ikl], Kadara [kad], Kuturmi [khj]
f. Jugoistočni (3): Bo-Rukul [mae], Fyam [pym], Horom [hoe]
g. Južni (2): Lijili [mgi], Tanjijili [uji]
h. Tarokoid (4): Pe [pai], Sur [tdl], Tarok [yer], Yangkam [bsx]
i. Zapadni (23);
i1. Sjeverozapadni plateau jeziciSjeverozapadni (9):
a. Hyamijski (5): cori [cry], hyam [jab], Kagoma [kdm], Shamang [xsh], Zhire [zhi]
b. Koro (4): Ashe [ahs], Begbere-Ejar [bqv], Idun [ldb], Yeskwa [yes]
i2. Jugozapadni (14):
a. A (11): bu [jid], che [ruk],Kamantan [kci], Kaningkom-Nindem [kdp], Kanufi [kni], Iako [mda], Ningye [nns], Ninzo [nin], Numana-Nunku-Gbantu-Numbu [nbr], Nungu [rin], Vaghat-Ya-Bijim-Legeri [bij]
b. B (3): Ake [aik], Eggon [ego], Hasha [ybj]
Toro [tdv].
Ranija klasifikacija, Ethnologue (15th)
a) Alumijski/Alumic (1): alumu-tesu
b) Beromijski/Beromic (3): berom, eten, shall-zwall;
c) Centralni (9): 
c1. Izerijski/Izeric (1): firan;
c2. Sjever-Central/North-Central (1): cara;
c3. Jug-Central/South-Central (4): irigwe, izere, jju (ili kaje), tyap;
c4. zapad-central/West-Central (3): ndun, nyeng,  shakara;
d) Hyamijski/Jaba (1): hyam;
e) ninzijski/Ninzic (6): bu, kamantan, kanufi, iako, ninzo, nungu;
f) Sjeverni (6): doka, idon, iku-gora-ankwa, ikulu, kadara, kuturmi;
g) Jugoistočni/southeastern (3): horom, bo-rukul,  fyam;
h) Južni (2): lijili, tanjijili;
i) Tarokoid (4): pe, sur, tarok, yangkam;
j) Zapadni (16): 
j1. sjeverozapadni/Northwestern (8):
a. Hyamijski/Hyamic (4): cori, kagoma, shamang, zhire;
b. Koro (4): ashe, begbere-ejar, idun, yeskwa;
j2. Jugozapadni/Southwestern (8):
a. A (5): kaningdon-nindem, che, ningye, numana-nunku-gbantu-numbu, vaghat-ya-bijim-legeri;
b. B (3): ake, eggon, hasha;
k) Ayu (1): ayu;
toro.

## Vanjske poveznice
- Ethnologue (14th)
- Ethnologue (15th)